# Mode sous l'Occupation
La mode, activité économique très liée à l’image de la France à l’international, a été un enjeu majeur sous l’Occupation du pays par l’Allemagne nazie (1940-1944). L’Occupation a fait peser sur ce secteur une pression économique importante : interdiction de commercer avec le monde, pénurie de matières premières, marché noir, prélèvements allemands… Loin de brimer la créativité, ces nouvelles contraintes obligent les grands couturiers à repousser les limites de la création en utilisant de nouveaux matériaux et de nouvelles techniques. En ce qui concerne la vie quotidienne, faire du neuf avec du vieux devient le souci premier des Français alors que les cartes de rationnement et le marché noir se développent peu à peu. La haute couture doit s'adapter aux exigences de l'Occupation allemande. Mais celle-ci ne ternit pas le rayonnement et le prestige de la haute couture française. À la Libération, des nouvelles habitudes vestimentaires apparues pendant ces cinq années d'occupation naît une mode nouvelle plus à l'écoute des demandes des femmes françaises.
À noter que le bouleversement quant à la mode sous l’Occupation se concentre surtout à Paris. En province, si les restrictions ont bien sûr un effet sur l’habillement, le phénomène est plus diffus et les recherches visant à adapter la mode aux contraintes de la guerre se concentrent bien dans la capitale.

## Les contraintes économiques, matérielles et politiques exercées par la guerre sur le secteur de la mode

### La pénurie vestimentaire (contraintes économiques)
Sous l'Occupation, de simples gestes habituels, tels changer de chaussures ou acheter un vêtement chaud deviennent un calvaire en raison du rationnement qui n'épargne pas l’habillement ; c'est pourquoi un marché noir voit le jour.
On peut définir plusieurs causes à cette pénurie vestimentaire :
- la ligne de démarcation entraîne des difficultés d'approvisionnement d'une région à l'autre : Paris ne reçoit plus de tissu en provenance du Nord, du Pas-de-Calais et des Vosges, les trois quarts des usines de chaussures situées en zone occupée sont incapables d'approvisionner la zone libre.
- Le manque de main-d'œuvre : un million et demi de prisonniers de guerre sont retenus en Allemagne, des dizaines de milliers d'employés dans les usines de textile et de confection ne sont pas remplacés.
- Les réquisitions allemandes : en application des conventions d'armistice, les Allemands exigent des livraisons de matières premières dans des quantités très importantes. Ainsi les matières les plus rares et les plus chères comme le cuir et la laine sont expédiées en priorité vers l'Allemagne. Ainsi avant 1939, 60 millions de paires de chaussures à semelle de cuir étaient fabriquées, il n'y en a plus que 8 à 10 millions en 1940 dont 6 millions doivent être livrées au Reich.

### Les contraintes juridiques
Cette pénurie vestimentaire se manifeste sous différentes formes. En octobre 1940 est créé un Comité d'organisation du vêtement chargé de la répartition des textiles. Dès l'été 1940, une sévère réglementation sur le cuir est mise en place alors qu'il s'agit pourtant de la matière première pour fabriquer les chaussures et les accessoires. En décembre 1940, les chaussures à double et triple semelle de cuir sont interdites et à partir de janvier 1941, un décret interdit la fabrication des grands sacs en cuir et réglemente la fabrication des ceintures de cuir qui ne doivent dorénavant pas dépasser quatre centimètres de largeur.
Parmi les accessoires affectés par les restrictions, le bas de soie est celui qui pose aux utilisatrices le plus de problèmes. Un système de bons d'achat délivrés par la mairie est également mis en place. Il donne droit à l'attribution d'une paire par personne. En septembre 1940, un décret rend obligatoire la déclaration des stocks des matières premières textiles.
En même temps que la création de la carte de vêtements en juillet 1941 est instaurée une carte d'acheteur couture-création qui est délivrée aux consommateurs de haute couture. En plus de mesures touchant les matières premières, les créateurs doivent respecter un certain nombre de mesures concernant la présentation de leurs collections : en 1941, ils doivent se limiter à la fabrication de 100 modèles et doivent concevoir leurs modèles avec une discipline économique stricte. Cependant quelques maisons de couture bénéficient de dérogations et se voient octroyer un supplément de matières premières contingentées. Ce système de dérogation qui touche 85 maisons de couture en 1941 a sûrement prévenu la disparition de la haute couture.
On pourrait penser que la création se trouve brimée sous l'Occupation tant les mesures imposées par le gouvernement de Vichy et les Allemands sont contraignantes : les mesures d'avril 1942 interdisent aux créateurs de confectionner des pantalons avec revers, des vestes à soufflets, des pardessus à martingales, elles leur imposent également une longueur maximale pour les ourlets en vue d'économiser le tissu. En juillet 1942, la fabrication de spencer de garçonnet, de veston, de blouse à col marin est interdite.

### Les contraintes matérielles
Les conventions d'armistice conclues entre la France et l'Allemagne ont de lourdes conséquences sur la production textile en France : les Allemands demandent qu'on leur envoie d'importantes livraisons de laine et de produits finis. Les créateurs de mode sont donc obligés de renouveler leur savoir-faire une fois les réserves d'avant-guerre épuisées. Ils sont donc obligés de se familiariser avec d'autres matières comme les fibres artificielles (rayonne et viscose seront les plus utilisées) du fait de l'arrêt des importations : la laine d'Australie, le coton des États-Unis, la soie d'Extrême-Orient ne peuvent plus arriver. Cela paralyse également les usines de parfum de Grasse et Cannes qui ne peuvent plus recevoir de fleurs de Madagascar ou de Bulgarie et sont obligées de réduire leur production.
La défaite entraîne des conséquences matérielles : la ligne de démarcation empêche certaines femmes de s'habiller à Paris donc elles reportent leurs demandes sur des couturières locales qui deviennent vite surchargées de travail.
Jusqu'au 7 juillet 1940, Lyon est occupé par les Allemands, pourtant même après être redevenue libre, la « capitale de la soie » ne peut plus assumer son rôle : les tissus précieux disparaissent des comptoirs ou partent vers l'Allemagne, ainsi le maréchal allemand Hermann Göring s'en fait expédier de très grosses quantités. Il devient très difficile de se procurer ne serait-ce que de la laine ou du coton.

## La réaction des consommateurs
Ces pénuries vestimentaires obligent donc les hommes et les femmes françaises à se munir d'une carte de points textiles pour acquérir de nouveaux vêtements. Les plus riches d'entre eux achètent leurs habits au prix fort au marché noir ou auprès des grands couturiers mais cela représente une minorité. La guerre et l'Occupation transforment la mode : le vêtement doit avant tout être pratique c'est pourquoi les créateurs rivalisent d'ingéniosité pour en faire des pièces à la fois utilitaires et esthétiques avec peu de moyens.

### Les femmes face aux restrictions

#### Les difficultés au quotidien
Les mères de famille, qui assument traditionnellement et totalement les tâches domestiques que la guerre et la pénurie rendent encore plus pesantes, vivent mal les contraintes de l’Occupation. Le ravitaillement est pour elles une obsession : dès 5 heures du matin, d’après des rapports de police de 1942, des ménagères se pressent devant le magasin Au Bon Marché pour obtenir un peu de pain et de matière grasse. La journée d’une parisienne est ainsi rythmée par de nombreux déplacements et d’interminables queues pour obtenir des tickets de rationnement et acheter de quoi manger. Les déplacements doivent être rapides et se font à vélo. Dominique Veillon explique que l’univers des femmes est limité à « Vivre et survivre ». Pourtant, la créativité des parisiennes semble se jouer de l’occupation. On a par exemple le modèle d’une ceinture composée ironiquement de petits objets représentant les boissons qu’on ne peut trouver à cause des restrictions.

#### Une nouvelle garde-robe grâce au système D
Chez la femme, on essaie donc de renouveler sa garde-robe en fonction de ses besoins et surtout de ses moyens : la garde-robe minimum au-dessous de laquelle une femme est autorisée à faire une demande de bons est « deux robes, deux tabliers ou blouses, un imperméable, deux paires de gants d'hiver, un manteau d'hiver, trois chemises de jour, deux combinaisons, trois culottes, six paires de bas, six mouchoirs ». Par conséquent l'acquisition d'un nouvel habit se fait de manière stratégique. C'est pourquoi les magazines féminins et la radio se mettent à prodiguer des conseils aux ménagères pour contourner les restrictions : elles sont encouragées à choisir des vêtements qui font plus d'une saison, de confectionner elles-mêmes leurs robes en raccommodant des pièces de tissus différents. Les femmes trouvent donc auprès des magazines féminins une aide précieuse pour faire face à leurs problèmes quotidiens : Le Petit Écho de la Mode, Marie-Claire et Le Figaro proposent des solutions miracles pour contourner les tickets de vêtements. Les femmes sont sommées de tirer profit du moindre bout de tissu pour confectionner par elles-mêmes de nouvelles pièces sans points ni marché noir, la récupération devient donc indispensable car il n'y a pas moyen de faire autrement.
Dans son ouvrage La mode sous l'Occupation, Dominique Veillon affirme qu'un « quotidien parisien, Le Matin, en août 1944, donne la marche à suivre pour fabriquer soi-même des mocassins ». Tout le monde cherche à confectionner par lui-même un accessoire qui complètera sa tenue : on fouille dans les armoires et les tiroirs à la recherche d'un bout de dentelle ou de laine qui pourrait retrouver une seconde jeunesse.
Dans ce même esprit de la récupération des vêtements usagés se développe le marché aux Puces qui est un bon moyen de trouver à bas prix des pièces de qualité.

#### Un devoir de dignité face à l’occupant
« Tact, discrétion et sobriété sont les principales caractéristiques de la mode » vestimentaire sous l’Occupation.
En effet, dès le début des hostilités le tailleur s’impose et le gouvernement met en avant une mode géométrique, structurée dont les modèles « sont adaptés aux circonstances présentes : sobriété dans les coloris et simplicité dans la ligne ». Cependant, ces silhouettes se révèlent pleines de créativité quand on s’intéresse aux accessoires de mode, souvent extravagants et démesurés. L’inventivité dans la mode chez les Parisiennes sous l’occupation témoigne d’un devoir de « dignité » face à l’occupant. Si les gants et surtout les chapeaux témoignent d’une résistance face à l’austérité imposée par l’occupation, ce n’est pas le cas des foulards qui semblent au contraire particulièrement utilisés par le gouvernement pour des fins de propagande.

### Une nouvelle mode masculine
La pénurie se fait encore plus ressentir chez les hommes. En effet les règles de rationnement sont encore plus strictes : en 1942, elles interdisent pour les costumes ou les pardessus tout soufflet, pli, creux, empiècement, martingale, gilet croisé et les culottes de golf. Le pantalon n'a quant à lui plus droit qu'à une seule poche-revolver. De ces contraintes naît une nouvelle mode masculine : celle du zazou. Cet accoutrement est inspiré du zoot suit d'origine afro-américaine : veste trop longue, aux épaules tombantes, aux tissus voyants, pantalons serrés en entonnoir à dix centimètres au-dessus de la cheville, souliers à triple semelles, socquettes blanches et fine cravate, le zazou définit une nouvelle silhouette, une nouvelle mode qui se veut résolument jeune. Mais le zazou symbolise aussi un nouvel état d'esprit. Il s'agit du premier mouvement de revendication populaire d'une jeunesse qui impose ses propres codes : jazz, swing, le zazou danse sur les rythmes américains et entend bien s'exprimer contre la toute-puissance de ses aînés.

## La réaction des créateurs
Du fait de la pénurie de matières premières et du rationnement, les vêtements des femmes sont plus serrés et plus courts, prenant même un côté militaire (tailleur sanglé comme un uniforme, veste à épaulettes carrées, ceinture serrée, poches multi-usages)

### La nécessité du système D chez les créateurs

#### Entre élégance et restrictions
Même les créateurs se mettent à faire de nouvelles pièces avec des vieilles, par exemple ils sont vite obligés de récupérer le fil qui a déjà servi sur de vieux vêtements faute de pouvoir s'en procurer.
L'activité reprend dans la haute couture, c'est ce que le directeur de la maison de couture Jean Patou affirme dans un reportage de Violette Leduc réalisé pour le compte du magazine féminin Elle fin août 1940[Information douteuse] : « il faut tirer un trait sur le passé, se persuader qu'on ne construit pas du neuf avec de vieux débris et rajeunir la couture »[réf. à confirmer]. Jeanne Lanvin explique quant à elle qu'il faut « s'adapter aux circonstances actuelles en créant du simple qui soit très beau », Nina Ricci, se montre pour sa part optimiste sur l'avenir de la haute couture : « mes clientes qui avaient tout perdu pendant l'exode viennent me voir et remontent leur garde-robe. Je vous affirme que mes ouvrières n'ont rien perdu de leur agilité, de leur ingéniosité pendant leur inactivité forcée ».
Combiner le manque de matériau et l'élégance est un vrai casse-tête pour les créateurs, face aux nouveaux impératifs de rationnement, les créateurs se doivent d'inventer des solutions de remplacement. Ainsi, des matières comme le caoutchouc, les vieux pneus, l'acier, le bois ou la paille tressée sont utilisées comme ressemelage pour remplacer le cuir. Les bottiers s'efforcent toutefois de créer des gammes de chaussures séduisantes et accessibles. Des avancées spectaculaires ont lieu à l'issue des années d'occupation notamment au niveau de l'utilisation des textiles artificiels pour remplacer la laine, cela aura pour conséquence de révolutionner l'habillement et d'engendrer une nouvelle mode qui perdure dans les années 1950 et 1960.
Sous l'Occupation, la créatrice de bijoux Line Vautrin lance des thèmes « plat comme la galette », « maigre comme un cou » ou encore « long comme la girafe », créant également des boutons coqs gaulois patriotiques ainsi que d'autres objets reprenant les codes couleur bleu-blanc-rouge.

#### Le retour aux matières naturelles
À partir de 1941, le semelage de bois devient à la mode, le magazine féminin Marie-Claire annonce d'ailleurs à ses lectrices qu'« elles arrivent de la forêt, les chaussures de l'armistice ». La semelle de bois devient donc un grand classique de la mode sous l'occupation. Maurice Chevalier en fait même un titre de chanson : La Symphonie des semelles de bois. Les couturiers s'accommodent de cette restriction qui touche le cuir pour former leurs tenues : Maggy Rouff associe ses robes de printemps avec des souliers à semelle de bois dès 1941 et Alix complète ses robes d'été paysannes par des sabots de bois. Même en zone libre, le bois remplace le cuir dans les semelles. Pour encourager la créativité des professionnels de la mode, on leur propose de confectionner des chaussures « hors rationnement » c'est-à-dire en promouvant de nouvelles matières non contingentées comme les cuirs artificiels, les feutres, le bois, la paille, le raphia… Une exposition de ces modèles est organisée au 75, avenue des Champs-Élysées du 3 au 14 juillet 1941 pour les faire connaître au public. Ainsi l'espadrille ou la sandale de plage en raphia remportent tous les suffrages pour la saison estivale mais l'hiver la coquetterie est soumise à rude épreuve : de nombreuses femmes n'ont pas d'autre choix que de se rabattre sur les sabots de bois que l'on enfile sur une paire de chaussons, surtout à la campagne tandis qu'en ville les femmes des classes les plus aisées préfèrent les bottillons fourrés en feutre, en drap ou pour celles qui peuvent se le permettre, en fourrure.
Pour remplacer le bas de soie, perçu comme un accessoire indissociable de l'élégance, la parfumerie Elisabeth Arden trouve une parade : elle invente une lotion pour se teindre les jambes et lui associe un crayon noir pour dessiner la couture du vrai bas, cela a un succès immense, si bien que d'autres marques se mettent aussi à commercialiser ce produit qui permet de porter un « bas sans maille » qui ne file pas.
La défense du patrimoine culturel français en matière de mode et de luxe apparaît plus fort que les règles imposées par l'occupant : Mme Agnès exprime bien cette envie de résister en montrant que la haute couture demeure plus forte que tout : « si nous manquons de feutre, de soie, de paille exotique, pour nos modèles, moi j'en ferai avec des bouts de ficelle ! » Les créateurs sont donc obliger de travailler avec de nouvelles matières mais il s'agit aussi de les faire accepter au public plutôt réticent au début à acheter des vêtements en fibres artificielles c'est pourquoi la presse et la propagande vont se faire le relais des créateurs en familiarisant les consommateurs à ces nouvelles matières.

### Des accessoires réinventés
La ligne générale de cette mode est la suivante : on élargit les épaules, on raccourcit les jupes et les robes et on accentue la marque de la taille. Des gants multicolores sont alors à la mode pour égayer ces tenues d’inspiration militaire.

#### Chapeaux et modistes
« Paris s’habille toujours ou plus exactement se coiffe toujours, car il semble que toutes les recherches de la mode de soient réfugiées dans les chapeaux. » Cet accessoire semble être le dernier refuge d’invention et de distinction. Il se fait symbole de la résistance comme du découragement des français. Alors que la création vestimentaire est fortement menacée par les velléités du régime d’occupation, le nombre de modistes reste à peu près constant entre 1939 et 1945 (à peu près 1900 selon l’Annuaire de la chapellerie et de la mode). Certaines modistes parisiennes acquièrent même une renommée internationale comme la Maison Caroline Reboux, Suzy, Maria Guy, Agnès[Laquelle ?], Madame Legroux ou Paulette.
L’accessoire de mode dont l’évolution est sans doute la plus significative entre 1940 et 1944 est bien le chapeau bibi minuscule et incliné sur le front au début de la guerre, il se porte ensuite à l’arrière de la tête et se fait de plus en plus gros jusqu’à la démesure en 1944. Les modistes semblent faire abstraction de l’obligation de limiter les quantités textiles employées (cela dit, contrairement à d'autres vêtements, le rationnement ne s'applique pas aux chapeaux). Les chapeaux prennent ainsi des formes extravagantes et sont composés de matériaux les plus farfelus, les créateurs cherchent à contourner la morosité et les difficultés liées à la pénurie en créant des couvre-chefs aux proportions insolentes et fantaisistes. Albouy, célèbre modiste parisien, propose en août 1941 une série de chapeaux en papier journal garnis de tulle, de voilette, de rubans ou encore de plumes d’autruche de couleurs vives.
On dégage deux interprétations politiques de cette tendance :
- La surenchère de garniture et le volume exagéré peuvent être interprétés comme un élan de dignité face à l’occupant ;
- La maladresse des compositions traduit pour certains un grand découragement.

#### Le foulard, accessoire instrumentalisé par Vichy
« À la différence des autres accessoires, les foulards s’ornent souvent d’une représentation. En déplier un, c’est ranimer toute une époque. » Certains accessoires exposés au musée Galliera illustrent la propagande du gouvernement de Vichy autour de thèmes privilégiés « Travail, famille, patrie », le « retour à la terre » et le Maréchal lui-même, qui fait alors l’objet d’un véritable culte. Le soyeux lyonnais Colcombet sort une collection de foulards, « Les Carrés du Maréchal », dont les publicités paraissent régulièrement dans la presse. L'Officiel et L'Art et la mode publient notamment les réclames pour :
- « Les voyages du Maréchal »
- « Le Coq gaulois »
- « Le portrait du Maréchal »

De la même manière, le foulard d’Hermès « Retour à la terre » évoque les travaux des champs en France et dans les colonies. Le même titre est donné à la couverture du magazine Pour Elle du 4 décembre 1940.

#### De nouvelles formes de sacs, adaptés aux nouveaux modes de vie de la femme
Les maroquiniers imaginent de grands sacs munis d’un compartiment propre à dissimuler le masque à gaz. À côté du sac à main traditionnel, apparaît le sac à main en bandoulière, plus adapté aux déplacements à bicyclette. Comme le ravitaillement n’était plus transporté que de cette façon, les sacs deviennent plus grands.

## La haute-couture traversée par divers enjeux

### Un enjeu politique

#### Quelle réaction adopter face à l’occupant
La mode peut aussi permettre d'exprimer sa résistance face à l'occupant. Fin mai 1942 plusieurs ordonnances obligent les Juifs à porter une étoile jaune dès l'âge de six ans. « Selon la huitième ordonnance du 29 mai 1942 : « les Juifs devront se présenter au commissariat de police ou à la sous-préfecture de leur domicile pour y recevoir les insignes en forme d’étoile prévus au paragraphe premier de la dite ordonnance. Chaque Juif recevra trois insignes et devra donner en échange un point de sa carte textile ».
Un exemple tragique nous montre que la création ne peut pas transcender les règles exprimées par les nazis : Jo Cardin, une lycéenne, se révolte et confectionne une ceinture en carton sur laquelle elle inscrit le mot « Victoire » avec de petites étoiles jaunes, cela lui vaut d'être arrêtée et emprisonnée.
Il est prévu de fabriquer 95 000 étoiles jaunes à Paris et en banlieue. Pour l’ensemble de la zone occupée, 400 000 exemplaires sont imprimés. La société Barbet-Massin-Popelin et Cie remporte l’appel d’offre lancée pour a fourniture de 5 000 mètres carrés de tissus couleur vieil or. C’est dans les ateliers de l’imprimerie Charles Wauters et fils que l’impression et la découpe des étoiles sont réalisées.
Chaque maison de couture a sa propre façon de réagir à l'occupant : cela va du refus net de collaborer à la collaboration pleine et assumée en passant par un minimum de concertation. Par exemple Alix brave les interdits des règles strictes de métrage et n'a que faire des restrictions, elle confectionne même des modèles bleu blanc et rouge qui exaspèrent les Allemands, sa maison est fermée en janvier 1944. Le couturier espagnol réfugié à Paris, Cristóbal Balenciaga est lui aussi obligé de cesser ses créations. Jeanne Lanvin se contente de relations minimales avec les Allemands quant à Jacques Heim qui est juif, il fait l'objet d'une surveillance très poussée, il lui est interdit de faire du commerce, sa maison de couture est même victime des lois d'aryanisation il est remplacé par un administrateur aryen. Cette pratique a été très courante dans le milieu du luxe et choquait peu, certains sont même ravis que « l'atmosphère du commerce de luxe parisien se purifie ». Certaines maisons choisissent de cesser une partie de leurs activités durant les années d'occupation comme Schiaparelli, Chanel et Molyneux.
Le cas de Gabrielle Chanel est sujet à des polémiques : la relation amoureuse de « Mademoiselle » avec un officier allemand est connue de tous mais son degré de collaboration avec les officiers allemands est source de controverses. Il faudra attendre la déclassification d'archives de l'époque pour découvrir son rôle actif dans la collaboration, ainsi que sa tentative d'accaparer la propriété des parfums Chanel au motif des lois d'aryanisation, les propriétaires juifs de la marque étant réfugiés aux États-Unis.
D'autres maisons de couture n'auront non plus aucun scrupule à collaborer avec les Allemands et à faire des affaires avec eux ou avec les trafiquants du marché noir. C'est le cas de Jacques Fath qui participe à toutes les réunions franco-allemandes avec sa femme. Maggy Rouff et Marcel Rochas sont des interlocuteurs réguliers des Allemands et des établissements comme Révillon et Toutmain acceptent de fournir l'armée allemande en gilets de fourrure.

#### L’épuration du milieu de la mode
Les Allemands fréquentent les mêmes cercles mondains que certains grands couturiers. À la Libération, pourtant l'épuration touche très peu le milieu de la mode et de la haute couture. Pendant un moment il est question de créer une Commission d'épuration de la couture mais cette proposition est abandonnée au profit de Comités régionaux interprofessionnels d'épuration qui regroupent plusieurs sections professionnelles. On peut expliquer les raisons de ces réticences à juger les grands couturiers auteurs de collaboration par motifs économiques. En effet il apparaît difficile au sortir de la guerre d'empêcher les grandes maisons de couture de mettre leur savoir-faire au service du redressement du pays puisque le domaine du luxe est directement exploitable et très rentable. De toute évidence, les États-Unis, les pays d'Amérique latine et les Européens en général sont très demandeurs des produits de luxe français après en avoir été privés pendant des années. Ainsi on ferme les yeux sur les trop grandes complaisances faites aux Allemands quand les auteurs sont de grands créateurs très demandés aux qualités indéniables.

### Un enjeu culturel: sauver le prestige de la haute couture française
Vichy devient l'un des centres de l'élégance mondaine depuis que le Maréchal Pétain et son gouvernement en ont fait le siège de l’État français. Le Tout-Paris s'y donne rendez-vous : actrices, écrivains, officiers assistent à des soirées et rivalisent de fourrures et de bijoux précieux. Lucien Rebatet décrit bien cette ambiance dans son roman Les Décombres : « Vichy bourdonnait comme un Deauville des plus heureux jours. De la gare à l'Allier, c'était un flot de robes pimpantes, de négligés savamment balnéaires, de veston des grands tailleurs : Hollywood, Juan-les-Pins, les Champs-Élysées, tout Auteuil, tout Passy, toutes les grandes « premières » de Bernstein et de Jean Cocteau, la haute couture, la banque, la Comédie-Française, le cinéma ».
Les Allemands redoublent d'efforts pour investir la haute couture française. Tous les moyens sont bons pour s'emparer des secrets de création : perquisitions d'ateliers de mode, tentative de débauchage des couturiers… En février 1943, Berlin donne l'ordre de fermer les ateliers de mode, cependant à force de négociations, les couturiers obtiennent un sursis.
L'Occupation bouleverse les habitudes et les loisirs des classes les plus riches. Ainsi la côte d'Azur, qui était synonyme avant la guerre de richesse et d'élégance change de style : le luxe est remplacé par le nécessaire, les riches étrangers la désertent. Seuls quelques lieux continuent de remplir leur fonction de temple du luxe et du glamour : le thé dansant au Maxim's de Nice, le Grand Hôtel de Cannes et autres grands palaces restent les lieux de prédilection des artistes et des millionnaires où il fait bon de se montrer dans une ambiance d'avant la défaite.
Le prestige et le savoir-faire français des créateurs de mode parisiens sont enviés par les Allemands. La mode est un des rares domaines qui conserve son prestige et son rayonnement intact après la défaite, c'est pourquoi les Allemands vont tout faire pour s'immiscer dans le petit cercle de la haute couture parisienne.
Certaines associations féminines allemandes s'insurgent contre le diktat de la mode française par exemple la Bund Deutsches Frauens souhaite même « la libération de la tyrannie de la haute couture parisienne ».
Le Reich allemand veut mettre sa main sur la mode française, il a même l'intention de faire de Berlin le centre culturel et artistique de la nouvelle Europe aux dépens de Paris en transférant les ateliers des créateurs à Berlin et à Vienne. Néanmoins du fait des résistances exprimées par le directeur de la Chambre syndicale de la haute couture Lucien Lelong, ils renonceront à ce projet de centralisation du commerce de mode qui n’apparaît pas comme une priorité donc la mode française restera autonome mais elle devra traiter étroitement avec l'occupant pour se maintenir.
Le rationnement ne touche pas que la France. En 1941, le Royaume-Uni institue des restrictions et le British Board of Trade confie à l'Incorporation Society of London Fashion Designers le soin de dessiner une ligne de vêtements standards pour l'Utility Clothing Scheme, soit trente-deux modèles réalisés en grande série par Edward Molyneux, Hardy Amies et Norman Hartnell. Aux États-Unis, un an après l'entrée en guerre de 1941, le US War Production Board réglemente le milieu de la mode avec le General Limitation Order L-85 : on encourage les femmes à porter des jupes droites sans pli, les jupes évasées étant interdites.
La haute couture française ne doit pas seulement lutter contre l'occupant allemand, elle est également concurrencée par la mode américaine. En effet les Américains innovent grâce à une industrie compétitive et bien gérée (style californien décontracté, tenue urbaine new-yorkaise, vêtement pratique et peu couteux des campus universitaires ; Claire McCardell propose ainsi une ligne pratique de vêtements de sport réalisés en coton et en jersey de laine). Ainsi le prêt-à-porter américain se développe considérablement : les modèles sont reproduits à grande échelle dans différentes tailles et des catalogues de vente par correspondance les présentent sur des vedettes de cinéma comme Gloria Swanson ou Joan Crawford. Néanmoins il ne faut pas confondre l'industrie du ready-to-wear ou ready-made du milieu du XXe siècle avec l’industrie moderne du prêt-à-porter.
Pour continuer à promouvoir le génie créateur français, une campagne de publicité est lancée en faveur des industries de luxe françaises en 1941. Elle consiste, en contournant la censure allemande, à diffuser la haute couture française dans les pages des magazines et quotidiens comme Votre Beauté, Les Nouveaux Temps, La Femme Chic ou Images de France. Il s'agit de montrer aux yeux de tous que malgré la pénurie et les contraintes imposées par les Allemands, la haute couture parisienne occupe toujours la première place dans le monde. Peu importe si les modèles des créateurs sont très peu nombreux, l'essentiel est qu'ils soient vus. Certains écrivains défendent également la mode française dans leurs ouvrages comme Lucien François qui écrit Cent conseils d'élégance et L’Éloge de Paris, Germaine Beaumont ou encore la créatrice Maggy Rouff qui signe La Philosophie de l'élégance en 1942.

### Enjeu économique: une recomposition de la clientèle
Sous l'Occupation, les créateurs ont affaire à de nouveaux clients : les Allemands. Pourvus d'une monnaie qui les avantage sérieusement (le taux du mark est alors fixé à 20 francs alors qu'il en valait à peine 12), les Allemands se ruent dans les magasins de luxe : lingerie fine, parfums, produits de beauté… tout ce qui symbolise le luxe parisien est pris d'assaut. Ainsi les grands magasins de la rue du Faubourg-Saint-Honoré ou de l'avenue de l'Opéra font des affaires tant les besoins des Allemands semblent illimités. De ce fait, les maisons restantes, environ 60, ont suffisamment de travail pour garder leur personnel. Mais privées de leur clientèle internationale habituelle, elles habillent surtout les épouses ou les compagnes des militaires allemands en place.
Pour contourner l'interdit de commercer avec l'étranger dans la zone occupée, les grandes maisons de couture ont recours à des subterfuges. On peut citer l'exemple du salon de la haute couture organisé à Lyon en zone libre en mars 1942 où 19 maisons connues se retrouvent pour présenter leurs modèles et espérer toucher la clientèle internationale neutre (Suisses, Espagnols…). Mais ce genre de manifestation reste exceptionnel.
À la Libération, le 25 août 1944, les GI's américains apportent dans leurs bagages bas nylon, cigarettes, jazz et autres charmes de la société de consommation made in USA qui s’ancrent durablement dans la culture de la mode à la française. En contrepartie, beaucoup d'entre eux ramèneront des flacons de No 5 de Chanel à celles qui les attendent outre-Atlantique. Jamais les échanges et les relations entre les Alliés n'ont été aussi intenses qu'à cette époque.

## Un renouvellement des styles: le New Look
Entre 1945 et 1946, une exposition itinérante de mannequins miniatures (70 cm) portant des vêtements de haute couture et intitulée « Le Théâtre de la Mode » est organisée au Louvre, son retentissement est considérable, elle a une influence décisive pour le futur de la haute couture parisienne après la Seconde Guerre mondiale.
Après plusieurs années d'occupation, les Françaises aspirent à un renouvellement des styles. Le Vogue français, qui a arrêté d'être publié en 1940, est de nouveau diffusé, d'abord épisodiquement, puis régulièrement à partir de 1947. Pierre Balmain, Mme Carven ou encore Jacques Fath ouvrent leurs maisons de couture dès 1945, Balenciaga triomphe. Mais c'est Christian Dior, quelque temps après, qui lors de la présentation de sa nouvelle collection en février 1947 rompt définitivement avec la mode d'avant-guerre : jupes larges, corsages bustiers, robes longues… une autre féminité triomphe : cela fait l'effet d'une bombe et révolutionne le petit univers de la mode, le style New Look de Dior est prêt à s'imposer au monde entier.